# Йохан I фон Фюрстенберг
Йохан I фон Фюрстенберг (на немски: Johann, Graf von Fürstenberg; * пр. 1333; † 8 август 1365) е граф и господар на Фюрстенберг, Волфах и Хаузах.

## Произход и управление
Той е син на граф Хайнрих II фон Фюрстенберг († 1337) и съпругата му Верена фон Фрайбург († 1320), наследничка на господството Хаузах, дъщеря на граф Хайнрих фон Фрайбург († 1303) и бургграфиня Анна фон Вартенберг († 1321).
Йохан I фон Фюрстенберг управлява заедно с братята си Конрад III († 1370) и Хайнрих III († 1367). Около 1345 г. наследството е поделено между братята. Йохан получава господствата Волфах и Хаузах, Конрад получава господството Вартенберг, Хайнрих получава територията на Баар. Братята в документи повечето са заедно като графове на Фюрстенберг и ландграфове на Баар. Те са привърженици на Хабсбургите и участват в техните битки.

## Фамилия
Йохан I фон Фюрстенберг се жени на 8 август 1348 г. за Йохана фон Зигнау († сл. 1358), вдовица на Улрих I фон Шварценберг-Дирзберг († 1348), дъщеря на рицар фрайен Улрих фон Зигнау († сл. 1362) и Анастасия фон Бухег († сл. 1362). Те имат един син:
- Хуго фон Фюрстенберг (fl 1370)